# Xpeng G3

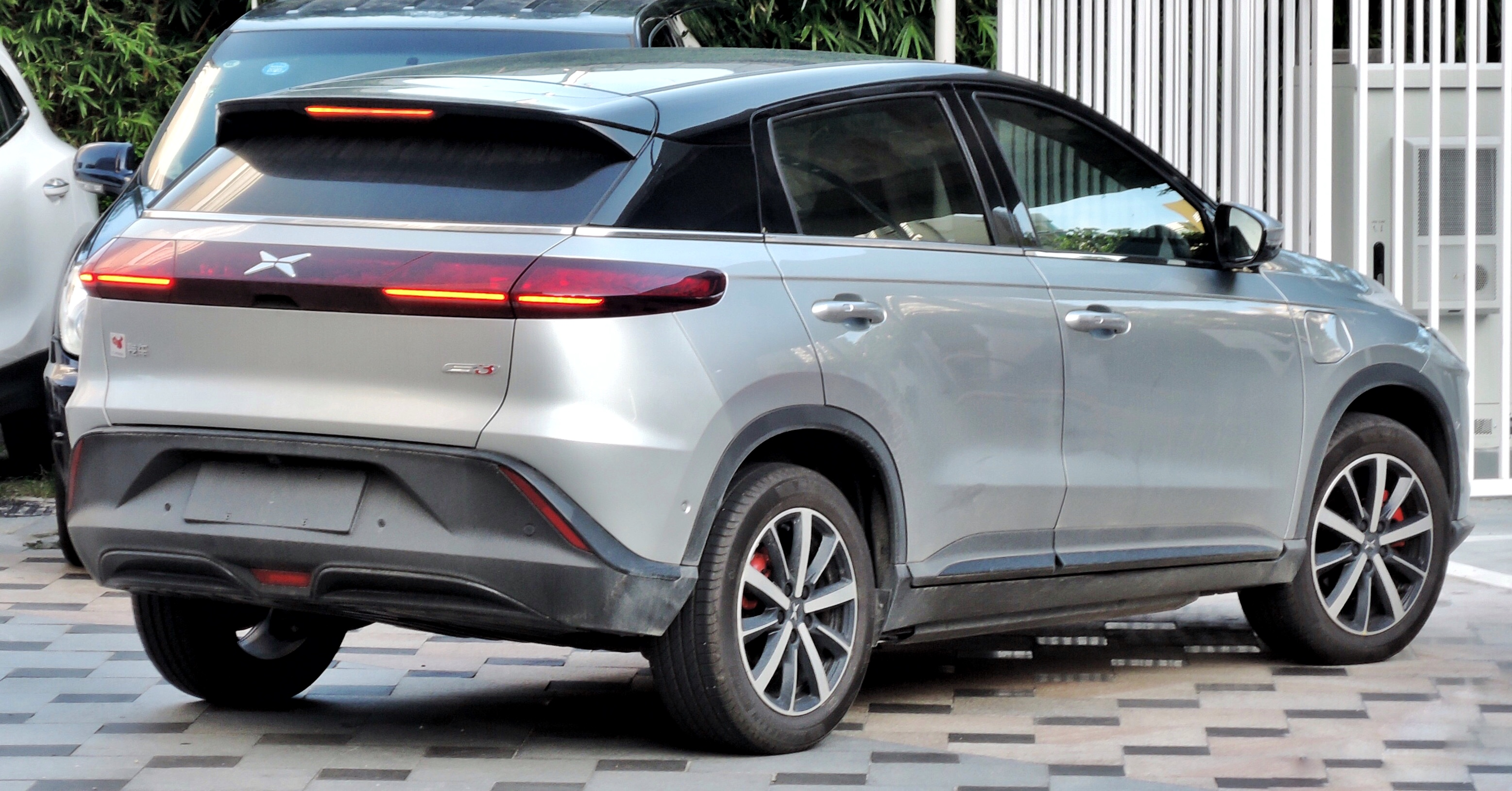
Heckansicht

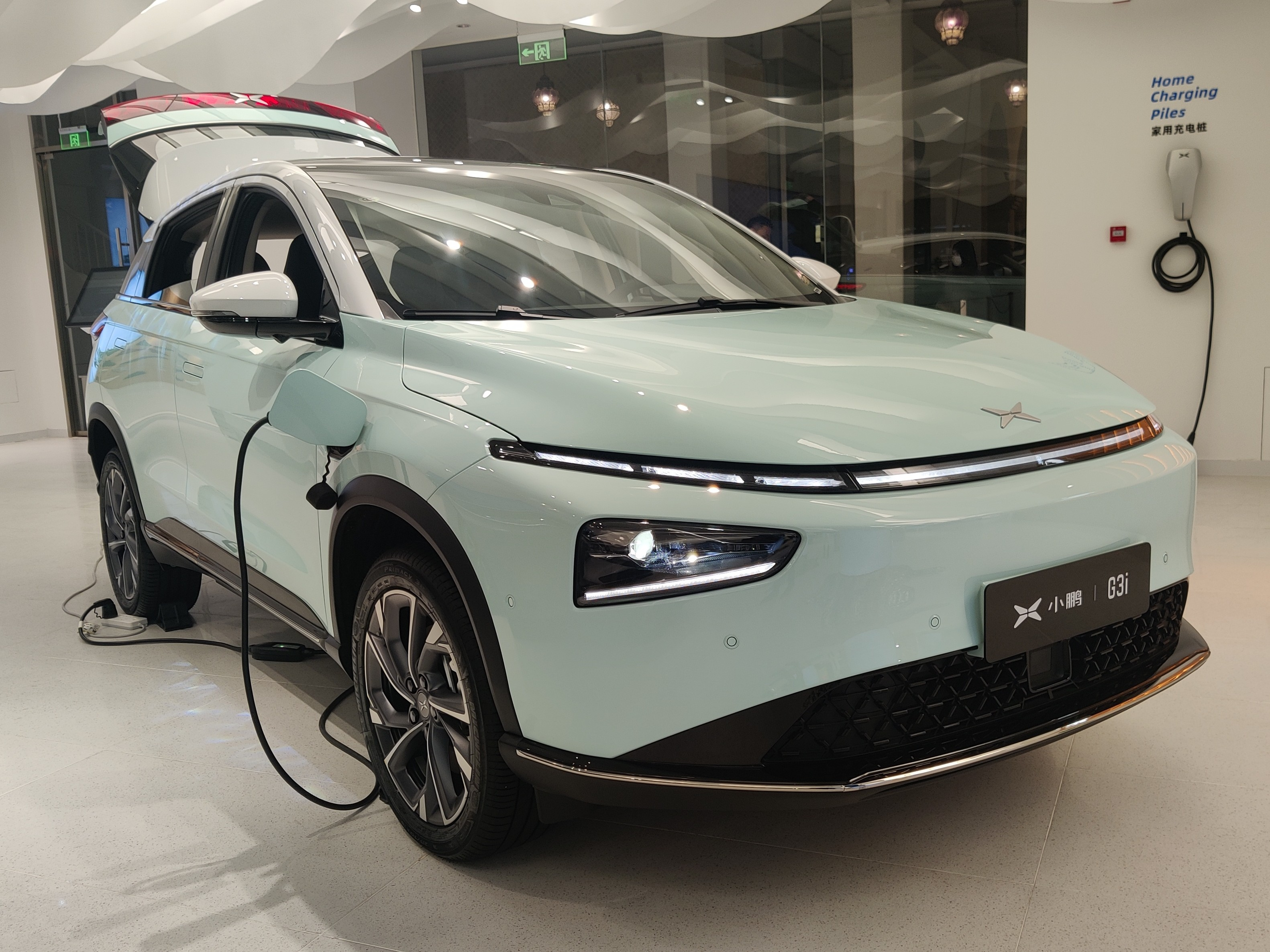
Xpeng G3i (2021–2023)

Der Xpeng G3 ist ein batterieelektrisch angetriebenes Kompakt-SUV, das von Haima Automobile für den chinesischen NEV-Hersteller Xiaopeng Motors hergestellt wurde. Es kam 2018 offiziell auf den Markt.

## Entwicklung
2016 wurde das Fahrzeug als Xpeng Beta während der Prototypenphase vorgestellt.
2017 wurde der XPeng 1.0 oder auch Xpeng Identity X in einer ersten Auflage für Gründer und Investoren als limitierte Vorserie von 15 Fahrzeugen produziert.
In der im Boden verbauten Batterie wurden 47,6 kWh bereitgestellt aus Batteriezellen des Typs Samsung 18650. Das gesamte Batteriepack erreichte eine Energiedichte von 152 Wh/kg. Die Reichweite des Fahrzeugs beträgt 365 km (Angabe nach CNEDC für den chinesischen Markt) bzw. 300 km (190 mi) nach EPA-Messung (Angabe für den US-Markt). Die Beschleunigung mit Frontantrieb von 0 auf 100 km/h sollte 7,9 Sekunden dauern, wurde später auf 8,2 Sekunden korrigiert. Der Elektromotor an der Vorderachse wird von Jin-Jing Electric, einem in Peking ansässigen Unternehmen, hergestellt. Die Höchstgeschwindigkeit liegt bei 170 km/h.
Eine im November 2017 in Aussicht gestellte 4WD-Version (die bisher aber nicht in Serie erschienen ist) verfügt über einen zweiten, kleineren Motor, der über der Hinterachse sitzt. Für diese Allrad-Version wurden 5,8 Sekunden von 0 auf 100 km/h in Aussicht gestellt.
Im Januar 2018 bekam die Serienversion (Xpeng 2.0) dann den Namen Xpeng G3 und wurde während der Consumer Electronics Show im Januar 2018 in Las Vegas vorgestellt. Laut Xiaopeng Motors steht G3 für Geek3, und der Name wurde nach einem Namenswettbewerb gewählt. Die Preise des Xpeng G3 liegen zwischen 227.300 und 257.300 Yuan
Im Juli 2019 wurden mit dem Wechsel zum Modelljahr 2020 wurden zwei Versionen vorgestellt:
- Das Basismodell wurde im Xpeng G3 400 (Modelljahr 2020) von vorher 47,6 kWh (365 km CNEDC) nun auf eine 50,5-kWh-Batterie mit einer Reichweite von 401 Kilometern (249 mi) (CNEDC) aufgerüstet.
- Zusätzlich wurde mit dem Xpeng G3 520 (Modelljahr 2020) eine Variante mit einer größeren 66,5-kWh-Batterie aus CATL-Zellen der Zellchemie NMC-811 und einer Reichweite von 520 km (CNEDC) auf den Markt gebracht.

Die Beschleunigung hat sich gegenüber der ursprünglichen Ankündigung etwas verschlechtert, mit einer Beschleunigung von 0 auf 100 km/h in 8,5 Sekunden (G3 420) und 8,6 Sekunden (G3 520).
Im Juli 2020 wurden zum Modelljahr 2021 die Modelle geändert auf:
- Das Basismodell bekam nun 57,5 kWh Batteriekapazität und wurde zum Xpeng G3 460 (Modelljahr 2021) mit einer Reichweite von 460 Kilometern (CNEDC).
- Das Xpeng G3 520 (Modelljahr 2021) blieb bestehen. Dieses Modell wird seit Dezember 2020 auch in Norwegen in kleinen Stückzahlen angeboten.[12][13]

Im März 2021 verkündete Xpeng, künftig auch eine Version mit einem Lithium-Eisenphosphat-Akkumulator anzubieten.
- Der Xpeng G3 460c erreicht auch eine Reichweite von 460 Kilometern (CNEDC).[14]

Die überarbeitete Version Xpeng G3i wurde im Juli 2021 vorgestellt. Es gab ihn als 460 und als 520.